# ルグエリン・サントス
ルグエリン・ミゲル・サントス・アキーノ（Luguelín Miguel Santos Aquino、1993年11月12日 ‐ ）は、ドミニカ共和国・バヤグアナ出身の陸上競技選手。専門は短距離走の400m。2012年ロンドンオリンピックの銀メダリストである。

## 経歴
いとこ（走幅跳と短距離走の選手）の勧めで2002年に陸上競技を開始。陸上競技とともにサイクリングにも取り組んでいたが、2003年に陸上競技だけに専念した。当初は長距離に取り組んだが、その後は中距離、最終的に短距離に移った。
2010年、16歳の若さで46秒19のジュニアドミニカ共和国記録およびユースドミニカ共和国記録を樹立。カテゴリーが1つ上の大会である7月の世界ジュニア選手権男子400mでは6位入賞を果たし、8月のユースオリンピックでは男子400mと男子メドレーリレー（アメリカ大陸代表）の2冠を達成した。
2011年、8月に400mで自身初の45秒台（45秒97）をマーク。10月のパンアメリカン競技大会男子400mでは準決勝で45秒41のジュニアドミニカ共和国記録を樹立すると、決勝では準決勝の記録を大幅に更新する44秒71をマークし、フェリックス・サンチェスの持つドミニカ共和国記録（44秒90）を10年ぶりに更新した。また、これはジュニア世界歴代6位（当時）の記録でもあった。
2012年、5月のフランシナ・ブランカース＝クン・ゲームズ (Fanny Blankers-Koen Games) 男子400mで今期世界ランク2位・ジュニア世界歴代3位・ドミニカ共和国記録（全て当時）となる44秒45をマーク。7月の世界ジュニア選手権男子400mには今期ジュニア世界ランク1位（今期ジュニア唯一の44秒台）で臨むと、決勝を44秒85で制して金メダルを獲得した。これはドミニカ共和国が世界ジュニア選手権で獲得した史上初のメダルとなった。勢いは止まらず、初のシニア世界大会となった8月のロンドンオリンピック男子400mでは18歳と268日の若さでファイナリストになると、決勝で自己ベスト（44秒45）に迫る44秒46をマークし、優勝したキラニ・ジェームス（43秒94）に次いで銀メダルを獲得した。陸上競技ではフェリックス・サンチェス以来、ドミニカ共和国史上2人目のオリンピックメダリストになるとともに、オリンピック男子400mにおける最年少メダリスト・最年少ファイナリスト（当時）となった。
2013年、8月のモスクワ世界選手権男子400mには今期世界ランク7位（44秒74）で臨むと、決勝では自己ベスト（44秒45）に迫る44秒52をマークし、ラショーン・メリット（43秒74）、トニー・マッケイ（44秒40）に次いで銅メダルを獲得した。フェリックス・サンチェス以来、ドミニカ共和国史上2人目の世界選手権メダリストとなった。
2015年、8月の北京世界選手権男子400mは準決勝で自身の持つドミニカ共和国記録（44秒45）を更新する44秒26をマークし、全体3位で決勝に進出した。迎えた決勝では準決勝の記録を更に縮める44秒11をマークするも、1位のウェイド・バンニーキルクが43秒48、2位のラショーン・メリットが43秒65、3位のキラニ・ジェームスが43秒78と、3位までが43秒台というハイレベルなレースの中で4位に終わり（1つのレースで3人が43秒台をマークしたのは史上初）、2大会連続のメダルを逃した。なお、これは全ての大会を通じて、メダルを獲得できなかった最速タイム（当時）となった。
2016年、8月のリオデジャネイロオリンピックでは開会式でドミニカ共和国選手団旗手を務めた。出場した男子400mは準決勝で全体10位の44秒71に終わり、決勝進出に0秒22届かなかった。

## 自己ベスト
- 記録欄の（　）内の数字は風速（m/s）で、+は追い風、-は向かい風を意味する。

| 種目 | 記録           | 年月日        | 場所               | 備考                   |
| 屋外 | 屋外           | 屋外          | 屋外               | 屋外                   |
| ---- | -------------- | ------------- | ------------------ | ---------------------- |
| 100m | 11秒14（-3.3） | 2014年3月29日 | ポンセ             |                        |
| 200m | 20秒55（+0.5） | 2013年7月7日  | モレリア           | 元ドミニカ共和国記録   |
| 300m | 32秒56         | 2012年7月28日 | ウプサラ           |                        |
| 400m | 44秒11         | 2015年8月26日 | 北京               | ドミニカ共和国記録     |
| 500m | 1分01秒79      | 2016年12月3日 | グラボ             |                        |
| 600m | 1分15秒58      | 2016年3月19日 | サンフアン         |                        |
| 800m | 1分48秒67      | 2017年4月22日 | マヤグエス         |                        |
| 室内 |                |               |                    |                        |
| 200m | 21秒59         | 2017年1月14日 | スタテンアイランド |                        |
| 300m | 33秒16         | 2018年1月25日 | オストラヴァ       |                        |
| 400m | 45秒80         | 2017年2月24日 | マドリード         | 室内ドミニカ共和国記録 |
| 500m | 1分01秒76      | 2017年1月14日 | スタテンアイランド |                        |
| 600m | 1分16秒01      | 2015年2月21日 | モントリオール     |                        |
| 800m | 1分52秒98      | 2017年1月20日 | スタテンアイランド |                        |

## 主要大会成績
- 備考欄の記録は当時のもの

| 年   | 大会                                       | 場所               | 種目      | 結果     | 記録            | 備考               |
| ---- | ------------------------------------------ | ------------------ | --------- | -------- | --------------- | ------------------ |
| 2009 | パンアメリカン ジュニア選手権 (en)         | ポートオブスペイン | 400m      | 予選     | 47秒88          |                    |
| 2009 | パンアメリカン ジュニア選手権 (en)         | ポートオブスペイン | 4x400mR   | 6位      | 3分13秒18 (2走) |                    |
| 2010 | 中央アメリカ・カリブ ジュニア選手権 (en)   | サントドミンゴ     | 400m      | 2位      | 46秒94          |                    |
| 2010 | 中央アメリカ・カリブ ジュニア選手権 (en)   | サントドミンゴ     | 4x400mR   | 3位      | 3分10秒55 (1走) |                    |
| 2010 | 世界ジュニア選手権                         | モンクトン         | 400m      | 6位      | 46秒90          |                    |
| 2010 | ユースオリンピック (en)                    | シンガポール       | 400m      | 優勝     | 47秒11          |                    |
| 2010 | ユースオリンピック (en)                    | シンガポール       | メドレーR | 優勝     | 1分51秒38 (4走) | アメリカ大陸代表   |
| 2011 | 中央アメリカ・カリブ選手権 (en)            | マヤグエス         | 400m      | 決勝     | DNF             | 予選47秒07         |
| 2011 | パンアメリカン競技大会 (en)                | グアダラハラ       | 400m      | 2位      | 44秒71          | ドミニカ共和国記録 |
| 2011 | パンアメリカン競技大会 (en)                | グアダラハラ       | 4x400mR   | 2位      | 3分00秒44 (2走) |                    |
| 2012 | 世界室内選手権                             | イスタンブール     | 400m      | 準決勝   | 46秒83          | 自己ベスト         |
| 2012 | イベロアメリカ選手権 (en)                  | バルキシメト       | 4x400mR   | 3位      | 3分03秒02 (4走) |                    |
| 2012 | 世界ジュニア選手権                         | バルセロナ         | 400m      | 優勝     | 44秒85          |                    |
| 2012 | オリンピック                               | ロンドン           | 400m      | 2位      | 44秒46          |                    |
| 2012 | オリンピック                               | ロンドン           | 4x400mR   | 予選     | DQ (4走)        |                    |
| 2013 | 中央アメリカ・カリブ選手権 (en)            | モレリア           | 200m      | 4位      | 20秒55 (+0.5)   | ドミニカ共和国記録 |
| 2013 | 中央アメリカ・カリブ選手権 (en)            | モレリア           | 4x400mR   | 3位      | 3分02秒82 (4走) |                    |
| 2013 | 世界選手権                                 | モスクワ           | 200m      | 予選     | 21秒13 (-0.6)   |                    |
| 2013 | 世界選手権                                 | モスクワ           | 400m      | 3位      | 44秒52          |                    |
| 2013 | 世界選手権                                 | モスクワ           | 4x400mR   | 予選     | 3分03秒61 (4走) |                    |
| 2014 | 世界室内選手権                             | ソポト             | 400m      | 準決勝   | 46秒37          |                    |
| 2014 | 世界リレー (en)                            | ナッソー           | 4x400mR   | B決勝3位 | 3分03秒41 (2走) |                    |
| 2014 | イベロアメリカ選手権 (en)                  | サンパウロ         | 200m      | 5位      | 20秒97 (+0.7)   |                    |
| 2014 | イベロアメリカ選手権 (en)                  | サンパウロ         | 4x400mR   | 優勝     | 3分02秒73 (4走) |                    |
| 2014 | パンアメリカン スポーツフェスティバル (en) | メキシコシティ     | 400m      | 優勝     | 45秒06          |                    |
| 2014 | コンチネンタルカップ (en)                  | マラケシュ         | 400m      | 5位      | 45秒34          | アメリカ大陸代表   |
| 2014 | 中央アメリカ・カリブ海 競技大会 (en)       | ハラパ             | 4x400mR   | 4位      | 3分02秒86 (4走) |                    |
| 2015 | 世界リレー (en)                            | ナッソー           | 4x400mR   | 予選     | 3分12秒55 (1走) |                    |
| 2015 | ユニバーシアード (en)                      | 光州               | 400m      | 優勝     | 44秒91          |                    |
| 2015 | ユニバーシアード (en)                      | 光州               | 4x400mR   | 優勝     | 3分05秒05 (4走) |                    |
| 2015 | パンアメリカン競技大会 (en)                | トロント           | 400m      | 優勝     | 44秒56          |                    |
| 2015 | 北中米カリブ選手権 (en)                    | サンホセ           | 4x400mR   | 4位      | 3分01秒73 (2走) |                    |
| 2015 | 世界選手権                                 | 北京               | 400m      | 4位      | 44秒11          | ドミニカ共和国記録 |
| 2015 | 世界選手権                                 | 北京               | 4x400mR   | 予選     | 3分00秒15 (4走) | ドミニカ共和国記録 |
| 2016 | イベロアメリカ選手権 (en)                  | リオデジャネイロ   | 400m      | 2位      | 45秒58          |                    |
| 2016 | オリンピック                               | リオデジャネイロ   | 400m      | 準決勝   | 44秒71          |                    |
| 2016 | オリンピック                               | リオデジャネイロ   | 4x400mR   | 予選     | 3分01秒76 (2走) |                    |
| 2017 | 世界選手権                                 | ロンドン           | 400m      | 予選     | 45秒73          |                    |
| 2017 | ユニバーシアード (en)                      | 台北               | 400m      | 優勝     | 45秒24          |                    |
| 2017 | ユニバーシアード (en)                      | 台北               | 4x400mR   | 優勝     | 3分04秒34 (4走) |                    |
| 2018 | 世界室内選手権                             | バーミンガム       | 400m      | 決勝     | DQ              | 準決勝46秒31       |
| 2018 | 中央アメリカ・カリブ選手権                 | バランキージャ     | 400m      | 優勝     | 44秒59          |                    |
| 2018 | 中央アメリカ・カリブ選手権                 | バランキージャ     | 4x400mR   | 2位      | 3分03秒92 (2走) |                    |
| 2018 | コンチネンタルカップ                       | オストラヴァ       | 400m      | 6位      | 45秒81          |                    |